# Gilan
Gilan (persiska: گيلان) är en provins i nordvästra Iran. Det är en kustprovins vid Kaspiska havet och gränsar till provinserna Ardabil i nordväst, Zanjan i sydväst, Qazvin i söder och Mazandaran i sydost. Gilan har 2 530 696 invånare (2016), och en yta på 14 042 km². Provinsens administrativa huvudort är Rasht. Andra större städer är Bandar-e Anzali, Lahijan och Langarud.
Kurdiska språket används av kurder som har flyttat till Amarlu-regionen.   

## Administrativ indelning
Provinsen Gilan var vid folkräkningen 2016 indelad i 16 delprovinser (shahrestan), i sin tur indelade på ytterligare administrativa nivåer.
- Amlash
- Astaneh-ye Ashrafiyeh
- Astara
- Bandar-e Anzali
- Fuman
- Lahijan
- Langarud
- Masal
- Rasht
- Rezvanshahr
- Rudbar
- Rudsar
- Shaft
- Siahkal
- Sowmeeh Sara
- Talesh